# Toulonjac
Toulonjac är en kommun i departementet Aveyron i regionen Occitanien i södra Frankrike. Kommunen ligger  i kantonen Villefranche-de-Rouergue som ligger i arrondissementet Villefranche-de-Rouergue. År 2022 hade Toulonjac 752 invånare.

## Befolkningsutveckling
Antalet invånare i kommunen Toulonjac
Referens: INSEE